# Almolonga (vulkan)
Almolonga, även Volcán de Cerro Quemado, är en vulkan i Guatemala. Den ligger i departementet Departamento de Quetzaltenango, i den sydvästra delen av landet, 110 km väster om huvudstaden Guatemala City. Toppen på Almolonga är 3 177 meter över havet, eller 678 meter över den omgivande terrängen. Bredden vid basen är 5,2 km.
Terrängen runt Almolonga är varierad. Runt Almolonga är det ganska tätbefolkat, med 155 invånare per kvadratkilometer. Närmaste större samhälle är Quetzaltenango, 4,2 km norr om Almolonga. I omgivningarna runt Almolonga växer i huvudsak blandskog.